# Sainte-Anne-sur-Brivet

Localització de Sainte-Anne-sur-Brivet

Sainte-Anne-sur-Brivet (en bretó Santez-Anna-ar-Brived) és un municipi francès, situat a la regió de país del Loira, al departament de Loira Atlàntic, que històricament ha format part de la Bretanya. L'any 2014 tenia 2.863 habitants. Limita amb els municipis de Guenrouet, Quilly, Campbon, Pontchâteau, i Drefféac.

## Demografia
| 1962                                       | 1968  | 1975  | 1982  | 1990  | 1999  |
| ------------------------------------------ | ----- | ----- | ----- | ----- | ----- |
| 1.321                                      | 1.233 | 1.532 | 2.004 | 2.093 | 1.925 |
| Des de 1962: població sense dobles comptes |       |       |       |       |       |

## Administració
| Període   | Identitat        | Partit |
| --------- | ---------------- | ------ |
| 2001-2008 | Jacques Guinée   |        |
| 2008-     | Philippe Belliot |        |